# Annaberg-Lungötz
Annaberg-Lungötz – gmina w Austrii, w kraju związkowym Salzburg, w powiecie Hallein. Liczy 2230 mieszkańców (1 stycznia 2015).